# Dahu, Yong'an
Dahu (kinesiska: 大湖) är en köping i sydöstra Kina. Den ligger i Yong'an i staden Sanming i provinsen Fujian, omkring 200 kilometer väster om provinshuvudstaden Fuzhou. Antalet invånare är 17 267. Befolkningen består av 8 220 kvinnor och 9 047 män. Barn under 15 år utgör 17,0 %, vuxna 15-64 år 72 %, och äldre över 65 år 9,0 %.